# بيث روبرت
بيث روبرت (بالإنجليزية: Beth Robert)‏ هي ممثلة بريطانية، ولدت في 30 أبريل 1977 في Pont-rhyd-y-groes ‏ في المملكة المتحدة.

## وصلات خارجية
- بيث روبرت على موقع IMDb (الإنجليزية)
- بيث روبرت على موقع ألو سيني (الفرنسية)
- بيث روبرت على موقع قاعدة بيانات الفيلم (الإنجليزية)
- بيث روبرت على موقع كينوبويسك (الروسية)